# Saïd Ennjimi

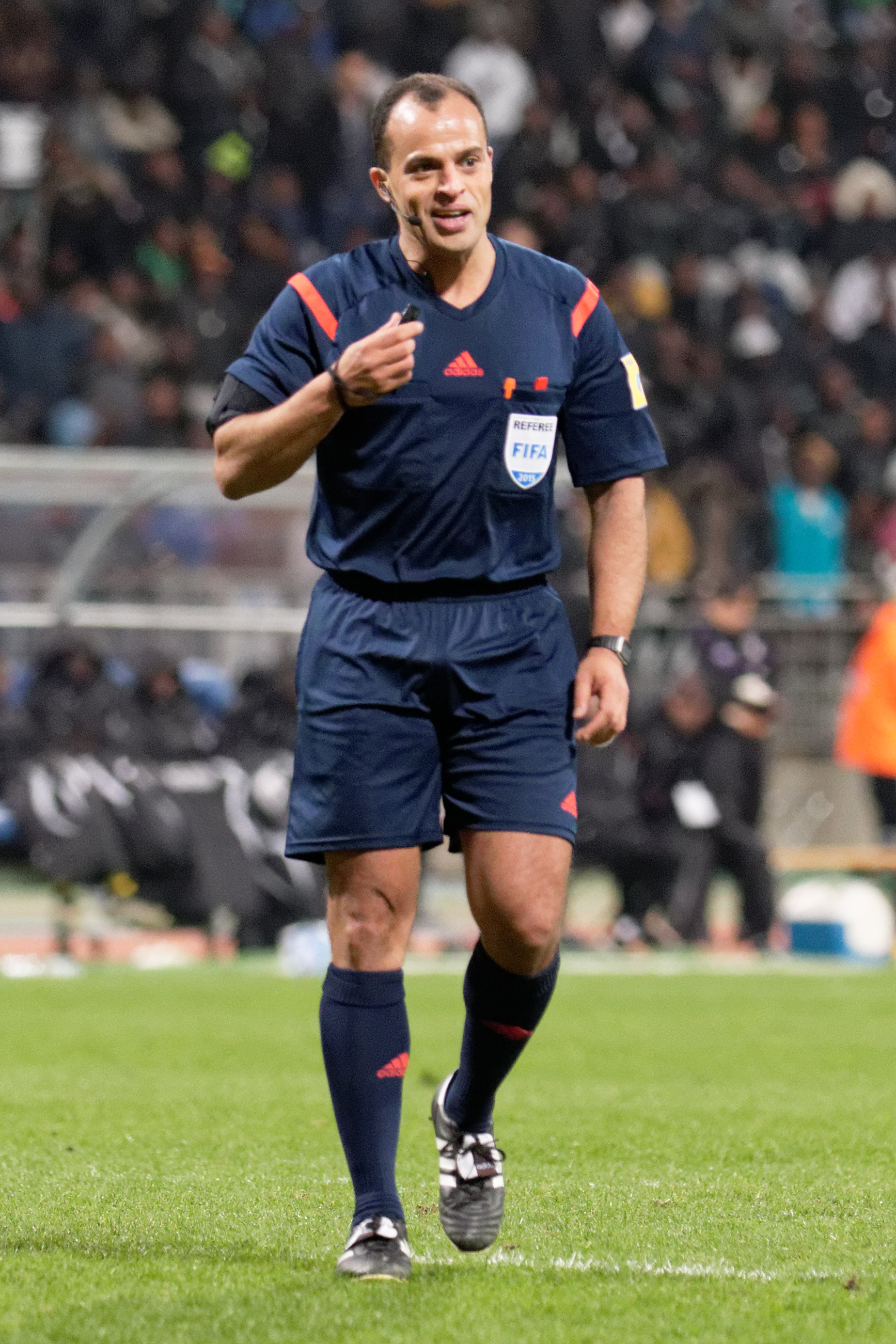
Saïd Ennjimi (2015)

Saïd Ennjimi (* 13. Juni 1973 in Casablanca) ist ein ehemaliger französisch-marokkanischer Fußballschiedsrichter.
Ennjimi leitete von 2003 bis 2017 insgesamt 85 Spiele in der französischen Ligue 2 und von 2005 bis 2017 über 200 Spiele in der Ligue 1.
Ab 2008 stand Ennjimi auf der Liste der FIFA-Schiedsrichter und leitete internationale Fußballspiele, darunter acht Partien in der Europa League, mehrere Spiele in der Qualifikation zur Weltmeisterschaft 2010 in Südafrika und zur Europameisterschaft 2012 in Polen und der Ukraine sowie Freundschaftsspiele.
Nach seiner aktiven Schiedsrichterkarriere wurde Ennjimi Präsident der Ligue de Nouvelle-Aquitaine und arbeitete für L’Équipe als Schiedsrichterexperte.